# Mauthausen
Mauthausen je městys v Horních Rakousích. Nachází se asi 20 kilometrů východně od Lince. Žije zde přibližně 4 900 obyvatel. Sousedními obcemi sídla jsou Ried in der Riedmark, Schwertberg, Naarn im Machlande, St. Pantaleon-Erla, Enns a Langenstein.
Za druhé světové války v části města Gusen vznikl koncentrační tábor Mauthausen-Gusen.

## Dějiny
Území města bylo osídleno po mnoho staletí, jak naznačují archeologické nálezy datované do pozdní doby kamenné. Za časů Římského impéria leželo město na křižovatce dvou důležitých obchodních cest.
Na konci 10. století zde Babenberkové založili stanici,kde se vybíralo mýtné (německy Maut) za ustájení a chov ovcí, a průjezd. Název „Muthusen“ pro osadu je podle některých zdrojů zmíněn v roce 1007, podle jiných se uvádí až v roce 1192 jako „Muthusin“. Roku 1335 byla poprvé v Baumgartenbergově pozemkové knize uvedena obec s tržními právy, která byla později několikrát potvrzena.  Hrad Pragstein postavil Ladislav z Prahy, zvaný Prager († 1514), také „Laßla von Prag". V roce 1505 byl u Mauthausenu postaven první dřevěný dunajský most, (tzv. Létající most), který v nové době nahradily trajekty. Mauthausen měl ekonomický význam na Solné stezce jako zastávka obchodníků se solí. 
V 19. století zde byly otevřeny doly na mauthausnerskou žulu,  od roku 1832 zdejší těžařská firma  Granitwerke Anton Poschacher  dodávala stavební kámen do velkých měst Rakousko-uherské monarchie.

### 20. století
V době první světové války existoval východně od Mauthausenu zajatecký tábor. Zde bylo umístěno mnoho ruských, srbských, a především italských (někdy až 40 000 mužů) vojáků, z nichž asi 9000 v táboře zemřelo. Na jejich památku byl založen vojenský hřbitov.
Mezi lety 1938 až 1945 se poblíž města nalézal nacistický pracovní koncentrační tábor, pod nějž spadalo až 49 pobočných táborů, nejbližší v přilehlém Gusenu. Vězňové ve zdejším kamenolomu těžili kámen. Část lomu je známa jako České schody. Táborem prošlo na 200 000 vězňů z 26 států, více než 120 000 z nich zemřelo kvůli nelidským životním podmínkám, těžké práci, týrání, lékařských pokusech, cílených popravách aj, na skupinách i jednotlivcích. V mauthausenském koncentračním táboře zemřeli například český písničkář Karel Hašler.
Mauthausen zažil záplavy v důsledku rozvodnění Dunaje v roce 1954 a 2002.

### Památky a turistika

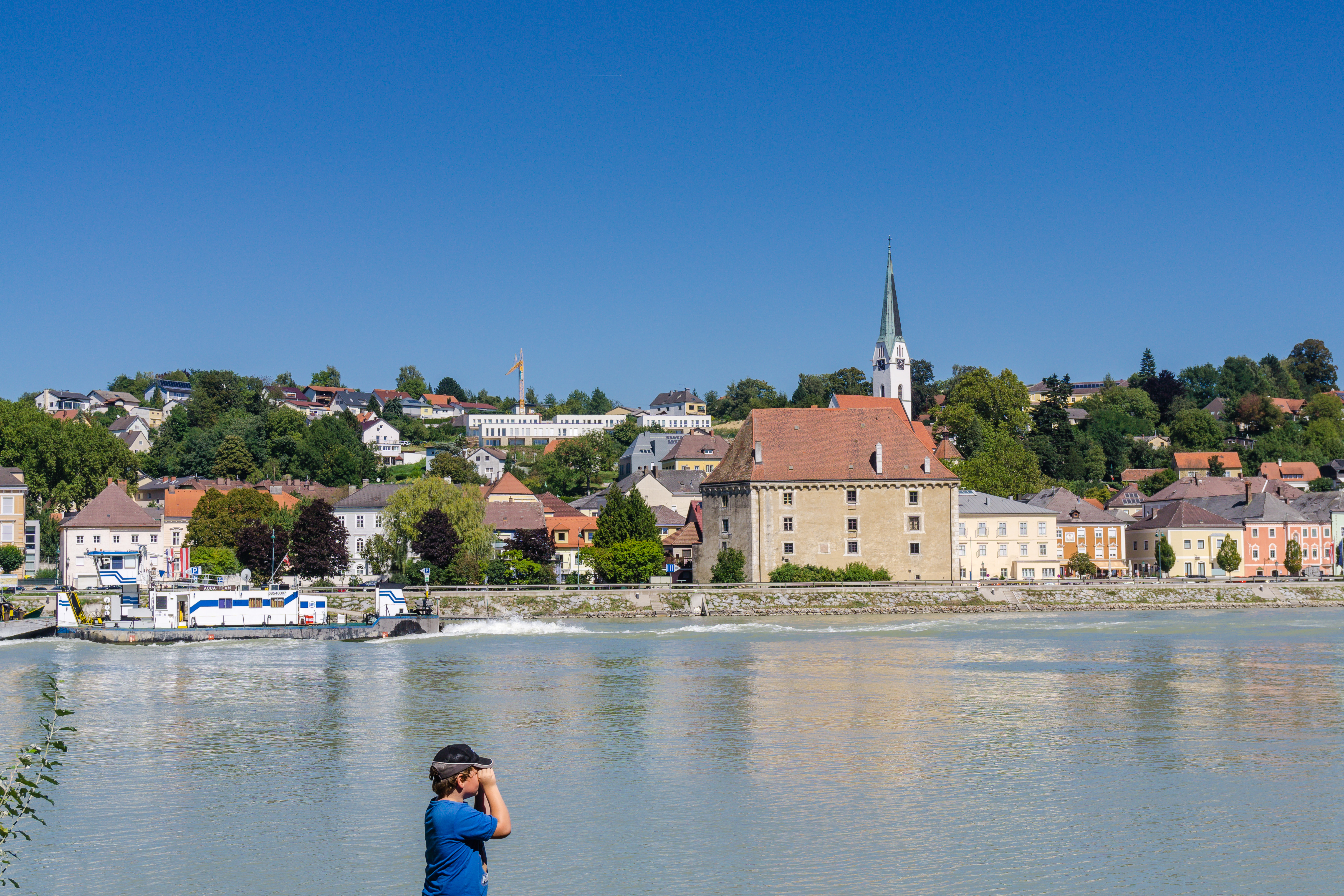
Panorama města s Pragsteinem a farním kostelem

- Koncentrační tábor Mauthausen-Gusen - památník, vzniklý po zboření většiny původník baráků
- Farní kostel sv. Mikuláše s jehlancovou věží z 15. století je dominantou v panoramatu města
- Hrad Pragstein z přelomu 15. a 16. století, dal postavit Ladislav z Prahy, zvaný Prager († 1514), nyní je sídlem Regionálního a lékárenského muzea.
- Kostel sv. Jindřicha, připomínaný již kolem roku 1000 a postavený od 14.  do 18. století
- Malebné centrum starého města s promenádou na nábřeží
- Solné městečko Salzstädtl
- Karner - raně gotická hřbitovní kaple s freskami ze 60. let 13. století
- Vojenský hřbitov 1. a 2. světové války

## Partnerská města
- Prachatice, Česko
- Cogollo del Cengio, Itálie

## Osobnosti
- Anton Poschacher (1841-1904) - rakouský architekt a kameník
- Hanuš Bonn - český básník, překladatel a literární kritik, zemřel v koncentračním táboře